# 帝国酒店
48°12′04″N 16°22′23″E / 48.2011°N 16.3731°E
帝国酒店（Hotel Imperial）是奥地利维也纳的一座五星级豪华酒店，其地址位于克恩滕环形路16號（Kärntner Ring 16）。

## 历史
帝国酒店是由建筑师阿诺德·泽内蒂设计，并在海因里希·亚当的指导下于1863年建成。最初，它被规划为符腾堡公爵菲利普和他的妻子玛丽亚·特蕾莎（即奥地利大公夫人）的城市宫和住所，原名为符腾堡宫（Palais Württemberg）。公爵夫妇在1866年搬进符腾堡宫，但是在入住五年后就将其出售。而后于1873年维也纳世界博览会时，皇宫被改造成了酒店，1928年又加盖了两层楼，但原有的建筑风格依然十分鲜明，成为该建筑的豪华氛围中不可或缺的一部分。
多年来，帝国酒店曾接待过无数名流，包括英国女王伊丽莎白二世、查理·卓别林。世界各地的政要和皇室成员都曾在帝国酒店下榻。阿道夫·希特勒年轻时在维也纳流浪时期曾在酒店打过工，1938年德奥合并之后他后又作为嘉宾回到该酒店。第二次世界大战期间，1943年9月13日，墨索里尼在橡树行动中被德国伞兵营救后，从酒店后门低调的入住该酒店。
1985年，瑞士出生的阿迦汗四世收购了帝国酒店，并开始将其业务（当时是纯意大利业务）扩展到西班牙和奥地利，之后，帝国酒店被意大利饭店公司 Compagnia Italiana Grandi Alberghi（CIGA）收购。1994年，喜达屋收购了CIGA，并将其并入萬豪國際下的豪華精選酒店（THE LUXURY COLLECTION）中。
在二战前，帝国酒店部分所有权归犹太人塞缪尔·沙林格所有，由于纳粹对犹太人的迫害，沙林格于1938年被迫将其出售。沙林格于1942年死于布拉格附近的泰雷津集中营。
西蒙·维森塔尔是纳粹死亡集中营的犹太裔奥地利幸存者，他一生致力于记录大屠杀的罪行。1998年，他在帝国酒店举行犹太教晚宴，庆祝自己的90岁生日。“看，连吊灯都在摇晃。”维森塔尔在晚宴上表示。“希特勒已经走了，纳粹亦不复存在，但我们仍在此载歌载舞。”
如今，帝国酒店可说是维也纳最高级的五星级酒店。尊贵的国宾通常都入住该酒店，如2002年来访的日本天皇及皇后。

## 特色

### 建築
帝国酒店的立面为意大利新文艺复兴风格，建筑的顶部的石头栏杆刻有符腾堡徽章上的寓言动物。大门有四尊雕像。大门的宽度足够两辆马车通过。
酒店内部的陈设突出了十九世纪维也纳的优雅，有华丽的大理石、手工雕刻的雕像和巨大的水晶吊灯。在大厅，皇家楼梯通向套房和客房，高大华丽的天花板上悬挂华丽的枝形吊灯。酒店的私人阳台可以欣赏到旧城的天际线。

### 特产

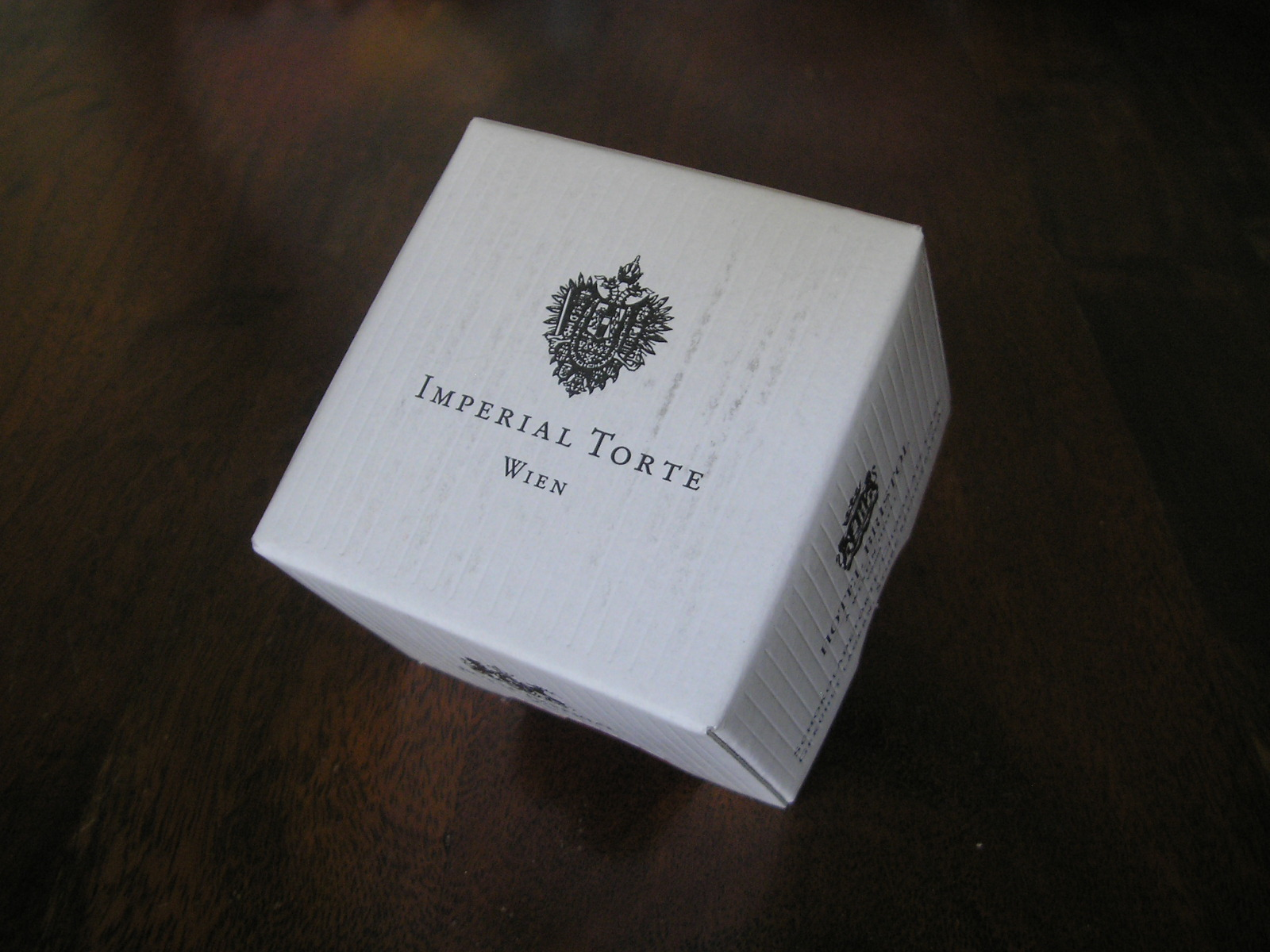
蛋糕盒

该酒店的特产是一种松露巧克力蛋糕，它的配方据说是1873年弗朗茨·约瑟夫皇帝在酒店开业时，由一名厨师学徒制作的。